# Sinodelphys
Genre
Sinodelphys est un genre éteint de mammifères euthériens. Il a été auparavant classé du côté des métathériens. Son nom signifie « Opossum chinois ». Il a en effet été retrouvé dans la formation géologique d'Yixian (biote de Jehol), en Chine, dans des terrains datés du Crétacé inférieur. L'âge de Sinodelphys est estimé à 125 millions d'années. Il a été découvert et décrit en 2003.

## Description
Sinodelphys szalayi était un animal nocturne de 15 centimètres de long et d'une masse d'environ 30 grammes, soit la taille d'une souris. Il possédait une longue queue et un museau allongé. Ses pieds et ses mains étaient semblables à celles des opossums actuels, ce qui permettait à l'animal de s'agripper pour escalader les arbres. Sa fourrure et certaines parties molles de son corps ont été préservées, ce qui a permis d'en savoir plus sur son apparence. Ceci est exceptionnel car généralement seules des dents sont retrouvées concernant les mammifères de cette époque. Il devait être adapté pour grimper aux arbres. Cela lui permettait probablement d'échapper aux prédateurs tels que les dinosaures.

## Évolution des mammifères
La découverte de Sinodelphys, le plus ancien métathérien connu, et celle de Juramaia (décrit en 2011), le plus ancien euthérien, respectivement dans des terrains vieux de 125 millions et 160 millions d'années, montre que la dichotomie entre les deux sous-classes s'est produite il y a bien plus de 130 millions d'années comme on l'avait cru jusqu'en 2011, en Laurasie, car les données moléculaires récentes suggèrent plutôt un âge de 143 à 178 millions d’années pour la divergence entre ces deux branches.
L'étude des fossiles de ces deux animaux a permis d'en savoir plus sur l'évolution des Thériens qui représentent actuellement 99,9 % des mammifères (soit les marsupiaux et les placentaires, les 0,1 % restants étant représentés par les monotrèmes, comme l'ornithorynque et l'échidné). De plus, le fait que Sinodelphys ait été trouvé en Chine montre que c'est par l'Asie du Sud-Est que les marsupiaux ont rejoint l'Australie, continent où ils sont particulièrement présents aujourd'hui (les placentaires australiens, comme les dromadaires, les chevaux sauvages ou encore les dingos, ayant été introduits par l'Homme).

## Sources
- Jean-Louis Hartenberger, Une brève histoire des mammifères, Belin-Pour la Science, 2001
- http://www.sciencemag.org/content/302/5652/1934.abstract
- « Science/Nature - Oldest marsupial ancestor found », sur bbc.co.uk (consulté le 2 mai 2023)